# San Luis del Palmar (departement)
Departamento San Luis del Palmar is een departement in de Argentijnse provincie Corrientes. Het departement (Spaans:  departamento) heeft een oppervlakte van 2.551 km² en telt 16.513 inwoners.

## Plaatsen in departement San Luis del Palmar
- Herlitzka
- San Luis del Palmar